# Liste der Geotope im Landkreis Mühldorf am Inn
Diese Liste enthält die Geotope des Oberbayerischen Landkreises Mühldorf am Inn in Bayern.
Die Liste enthält die amtlichen Bezeichnungen für Namen und Nummern des Bayerischen Landesamt für Umwelt (LfU) sowie deren geographische Lage. Diese Liste ist möglicherweise unvollständig. Im Geotopkataster Bayern sind etwa 3.400 Geotope (Stand März 2020) erfasst. Das LfU sieht einige Geotope nicht für die Veröffentlichung im Internet geeignet. Einige Objekte sind zum Beispiel nicht gefahrlos zugänglich oder dürfen aus anderen Gründen nur eingeschränkt betreten werden.
| Name                                                          | Bild           | Geotop ID | Gemeinde / Lage             | Geologische Raumeinheit        | Beschreibung | Fläche m² / Ausdehnung m | Geologie                                                                                             | Aufschlussart                  | Wert               | Schutzstatus                         | Bemerkung                       |
| ------------------------------------------------------------- | -------------- | --------- | --------------------------- | ------------------------------ | --- | ------------------------ | --- | ------------------------------ | ------------------ | ------------------------------------ | ------------------------------- |
| Tertiärwelt Aubenham                                          |                | 183A003   | Oberbergkirchen Position    | Isar-Inn-Hügelland             | Die aufgelassene Mergelgrube erschloss Sedimente der Oberen Süßwassermolasse als Rohstoff der Ziegelindustrie. Basale Fein- und Grobsande wechseln sich zum Hangenden hin ab mit Mergeln, Kalkmergeln und tonigen Schluffen. Wegen des reichen pflanzlichen Fossilinhalts ist die Grube die Typlokalität der Phytozone OSM-5. Neben der ersten Beschreibung der Gattung Fagus (Buche) in der Oberen Süßwassermolasse gelang dort der Nachweis tierischer Fossilien von Fischen, Mollusken, Insekten und hirschartiger Säugetiere. 200 Meter nordwestlich befindet sich eine aktive Grube in den gleichen Schichten. Die aufgelassene Grube ist rekultiviert, in der nordöstlichen Böschung bestehen Restaufschlüsse von Mergeln, ansonsten wurde hier ein Tertiärwald angelegt. Ein Lehrpfad führt durch das Gelände. Fossilien aus der Grube sind im benachbarten Schulzentrum ausgestellt. Die Tertiärwelt Aubenham gehört zu Bayerns schönsten Geotopen und ist vor Ort mit einer entsprechenden Infotafel erläutert. | 90000 300 × 300          | Typ: Standard-/Referenzprofil, Pflanzliche Fossilien, Tierische Fossilien Art: Mergel, Sand, Schluff | Lehmgrube/Tongrube/Mergelgrube | wertvoll           | kein Schutzgebiet                    | Bayerns schönste Geotope Nr. 66 |
| Toteiskessel NW von Grub                                      |                | 183R003   | Rechtmehring Position       | Inn-Chiemsee-Jungmoränenregion | Das Objekt liegt auf dem Endmoränenwall des Kirchseeoner Rückzugsstadiums. | 120 15 × 8               | Typ: Toteisloch Art: Moräne                                                                          | kein Aufschluss                | bedeutend          | Naturdenkmal                         |                                 |
| Toteiskessel NE von Höller                                    |                | 183R004   | Rechtmehring Position       | Inn-Chiemsee-Jungmoränenregion | Der Toteiskessel liegt auf der Wallmoräne des Kirchseeoner Rückzugsstadiums. | 375 25 × 15              | Typ: Toteisloch Art: Moräne                                                                          | kein Aufschluss                | geringwertig       | Naturdenkmal, Landschaftsbestandteil |                                 |
| Toteiskessel NW von Maxau                                     | weitere Bilder | 183R006   | Gars am Inn Position        | Inn-Chiemsee-Jungmoränenregion | Das annähernd kreisrunde Toteisloch liegt im Wald und ist stark versumpft. Im Südwesten befindet sich eine kleine offene Wasserfläche. Der vorübergehend stark zugewachsene Kessel wurde 2011/2012 entbuscht. Er liegt am Toteiskesselweg Haager Land und ist durch einen nummerierten (4) Findling gekennzeichnet. | 900 30 × 30              | Typ: Toteisloch Art: Moräne                                                                          | kein Aufschluss                | geringwertig       | Naturdenkmal, Landschaftsbestandteil |                                 |
| Eiszerfallslandschaft N von Gänsgerbl                         |                | 183R008   | Gars am Inn Position        | Inn-Chiemsee-Jungmoränenregion | Die Eiszerfallslandschaft bei Gänsgerbl liegt auf der Endmoräne des Kirchseeoner Rückzugstadiums und präsentiert typische Relikte der Späteiszeit: Damals schwanden die lebenden (bewegten) Gletscher, Eismassen und -blöcke lösten sich von ihnen ab und schmolzen als Toteis im Schutz darüber geschütteter Gerölle und Geschiebe erst später. Zurück blieben steilwandige oder kesselförmige Hohlformen. Diese so genannten Toteislöcher sind bei Gänsgerbl teils lehrbuchhaft ausgebildet. | 108000 360 × 300         | Typ: Eiszerfallslandschaft, Toteisloch Art: Moräne                                                   | kein Aufschluss                | wertvoll           | Naturdenkmal                         |                                 |
| Toteiskessel N von Bergmann                                   |                | 183R009   | Unterreit Position          | Inn-Chiemsee-Jungmoränenregion | Der langgestreckte Toteiskessel liegt, der Wallmoräne vorgelagert, auf Würm- und Endmoränenmaterial. | 7200 120 × 60            | Typ: Toteisloch Art: Moräne                                                                          | kein Aufschluss                | bedeutend          | kein Schutzgebiet                    |                                 |
| Prallhang des Inns NE von Heisting                            | weitere Bilder | 183R010   | Polling Position            | Inn-Region                     | Der Inn-Prallhang bei Heisting ist unverbaut, daher ist er nach wie vor aktiv und verlagert sich permanent. Hierdurch sind dauerhaft frische Aufschlüsse vorhanden. Im Prallhang ist die Grenze zwischen Molassesedimenten und auflagernden glazialen Schottern deutlich erkennbar. In der Nähe wurden in den Gesteinen der Oberen Süßwassermolasse bei Flusskilometer 112 Urelefanten (Gomphotherien) und im Niederterrassenschotter bei Flusskilometer 110 ein Mammutzahn gefunden. Derartige Fossilfunde können prinzipiell auch im Bereich des Heistinger Prallhangs erwartet werden. Das Geotop wird wegen seiner Schönheit, seiner besonderen Vegetation (Trockenrasen mit Kiefernbewuchs) und günstigen Nachmittag- und Abend-Besonnung als Naherholungsgebiet genutzt. | 48000 800 × 60           | Typ: Prallhang, Schichtfolge, Tierische Fossilien Art: Sand, Sandmergel, Schotter                    | Prallhang/Flussbett/Bachprofil | besonders wertvoll | FFH-Gebiet                           |                                 |
| Toteiskessel W von Löfflmoos                                  | weitere Bilder | 183R011   | Maitenbeth Position         | Inn-Chiemsee-Jungmoränenregion | Das Toteisloch liegt im Würm-Endmoränenwall des Kirchseeoner Rückzugsstadiums. Sein steilrandiger Kessel wird fast rundherum von hohen Flanken (bis 40 m) begrenzt. Lediglich nach Süden hin öffnet sich der Kessel mit einer nur 10 m hohen Böschung. | 2100 70 × 30             | Typ: Toteisloch Art: Moräne                                                                          | kein Aufschluss                | bedeutend          | Naturdenkmal                         |                                 |
| Toteiskessel N von Bachenöd                                   |                | 183R013   | Gars am Inn Position        | Inn-Chiemsee-Jungmoränenregion | Das große, sumpfige Toteisloch mit den teils steilen Rändern und dem starken Bewuchs ist auch als Biotop interessant. Es liegt im unruhigen Relief des Endmoränenwalls des Kirchseeoner Rückzugsstadiums. | 5000 100 × 50            | Typ: Toteisloch Art: Moräne                                                                          | kein Aufschluss                | bedeutend          | Naturdenkmal                         |                                 |
| Toteiskessel E von Löfflmoos                                  | weitere Bilder | 183R014   | Maitenbeth Position         | Inn-Chiemsee-Jungmoränenregion | Wassergefüllter Toteiskessel im Bereich des markanten Moränengürtels. | 400 20 × 20              | Typ: Toteisloch Art: Moräne                                                                          | kein Aufschluss                | bedeutend          | kein Schutzgebiet                    |                                 |
| Toteislandschaft SE von Weidholz                              |                | 183R015   | Rechtmehring Position       | Inn-Chiemsee-Jungmoränenregion | Mehrere flache Toteislöcher liegen im anmoorigen Grund eines peripheren Schmelzwassertales. Das Objekt verlandet zunehmend und wird bewirtschaftet/beforstet. | 100000 500 × 200         | Typ: Eiszerfallslandschaft, Schmelzwassertal, Toteisloch Art: Schotter, Moräne                       | kein Aufschluss                | wertvoll           | kein Schutzgebiet                    |                                 |
| Terrassenlandschaft zwischen Gars und Au am Inn               |                | 183R016   | Gars am Inn Position        | Inn-Region                     | Die Terrassenlandschaft zwischen Gars und Au am Inn wird aufgebaut aus Postglazialterrassenschottern sowie würm- und rißeiszeitlichen Ablagerungen. Über den Flussterrassen steht auf Altmoränenmaterial (Niedere Altmoräne mit Wallform der Rißeiszeit) der Wehrturm des Schlosses Stampfl. | 4500000 3000 × 1500      | Typ: Terrasse, Härtling Art: Schotter, Moräne                                                        | kein Aufschluss                | bedeutend          | kein Schutzgebiet                    |                                 |
| Toteiskessel SW von Maitenbeth                                |                | 183R017   | Maitenbeth Position         | Inn-Chiemsee-Jungmoränenregion | Ein längliches Toteisloch mit etwa 30 × 50 Metern Größe wird von mehreren kleineren Toteislöchern und einem hügeligen Relief umgeben. Diese Eiszerfallslandschaft liegt in den Moränenrücken des Würmglazials. | 27000 180 × 150          | Typ: Toteisloch, Eiszerfallslandschaft Art: Moräne                                                   | kein Aufschluss                | bedeutend          | FFH-Gebiet                           |                                 |
| Moränenlandschaft bei Joppenpoint                             |                | 183R018   | Haag in Oberbayern Position | Inn-Chiemsee-Jungmoränenregion | Am Ortsrand von Joppenpoint befindet sich ein Gebiet mit stark hügelig ausgeprägtem Relief, das nicht mit Wald bestanden und dadurch besonders gut erkennbar ist. Das Gelände ist landwirtschaftlich genutzt und teilweise eingezäunt. Man hat jedoch gute Einblicke von der Mühlstraße aus und vom Beginn des Robert-Scherzer-Wegs am oberen nordwestlichen Ende des Areals. | 30000 200 × 150          | Typ: End-(Wall-)Moräne Art: Moräne                                                                   | kein Aufschluss                | bedeutend          | kein Schutzgebiet                    |                                 |
| Turm aus Nagelfluh über der Staustufe Teufelsbruck W von Wang |                | 183R019   | Unterreit Position          | Inn-Chiemsee-Jungmoränenregion | Direkt an einem Wanderweg hoch über dem Inn östlich der Staustufe Teufelsbruck steht eine Felssäule aus Nagelfluh. Das Konglomerat aus kalkig verkitteten Schottern weist reichlich kristalline Komponenten auf. Würmzeitliche Schotter sind selten zu Nagelfluh verkittet und tatsächlich sind in den Schottern entlang des Wanderwegs keine weiteren Nagelfluhen zu beobachten. Vielleicht hatte die schluffige Moränenüberdeckung über den Schottern hier ein Loch aufgewiesen und durchsickernde kalkreiche Wässer haben diese Säule gebildet? | 4 2 × 2                  | Typ: Felsturm/-nadel Art: Konglomerat                                                                | Block                          | wertvoll           | FFH-Gebiet                           |                                 |